# Caran d'Ache (empresa)

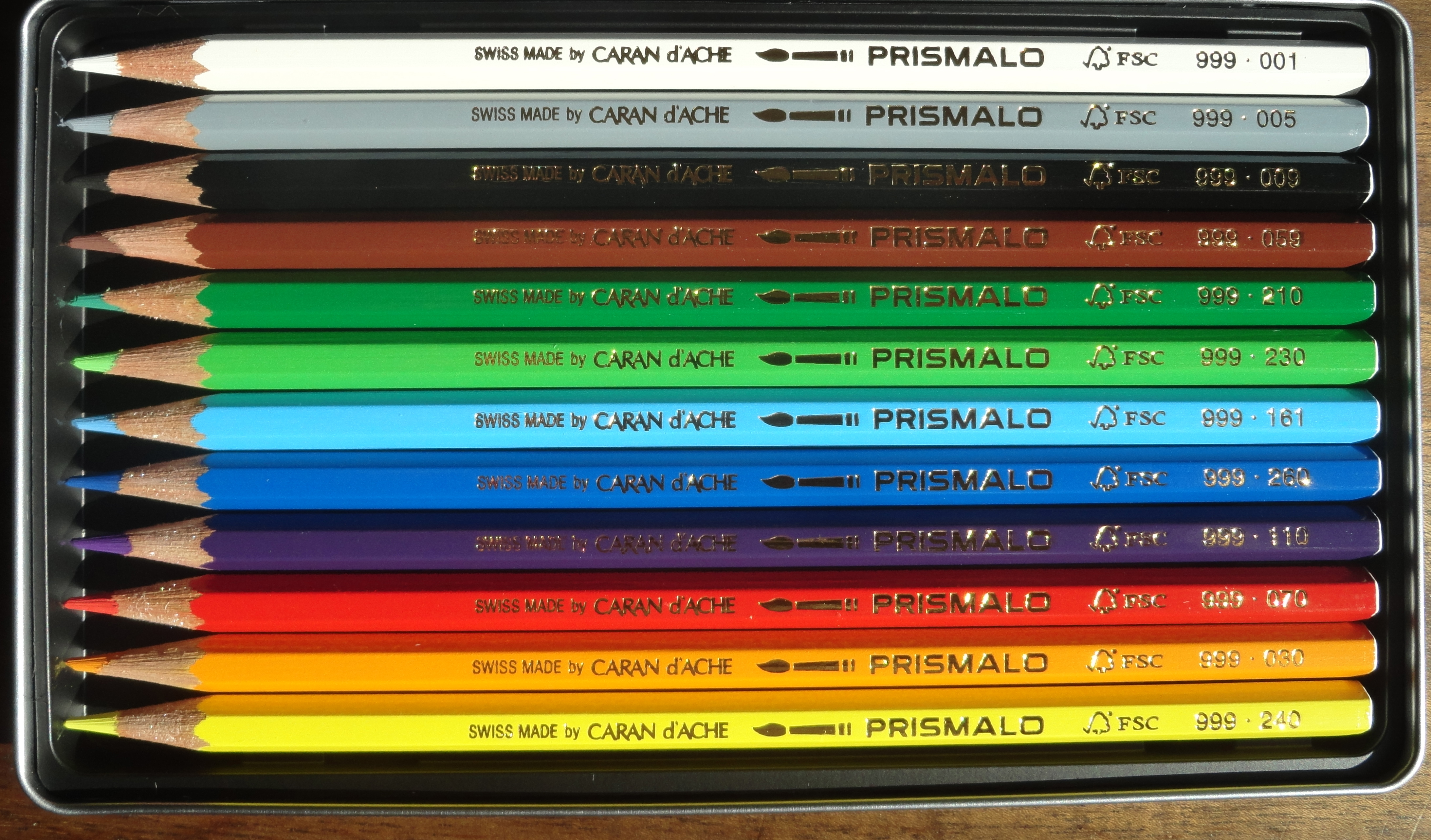
Lápices de colores Caran d'Ache.

Caran d'Ache es un fabricante suizo de instrumentos de escritura de alta calidad, tanto para la escuela,  la oficina o en el campo artístico. Tiene su sede en Thônex, Cantón de Ginebra. 

## Historia
Sus inicios fueron en Ginebra en 1915 como Fabrique genevoise de crayons. En 1924, Arnold Schweitzer compra la fábrica y pasa a denominarla Caran d'Ache, seudónimo utilizado por Emmanuel Poiré, caricaturista e historietista satírico francés del siglo XIX, quien a su vez lo había tomado de la palabra rusa карандаш (karandash), "lápiz", que proviene a su vez de la raíz turca “kara tash”, piedra negra, origen del grafito de los lápices.
En la década de 1920 experimenta su primer éxito con el Technograph, un lápiz de grafito hecho de madera de cedro y marcado con oro fino. En 1929, Carl Schmid inventa el Fixpencil, el primer portaminas y en 1931 lanza su lápiz de acuarela Prismalo, con su mina soluble al agua. En 1952 su pastel de cera Neocolor y en 1969 su emblemático bolígrafo de metal 849. stylo bille 849.